# Associazione Calcio Femminile Aircargo Agliana 2000-2001
Questa voce raccoglie le informazioni riguardanti l'Associazione Calcio Femminile Aircargo Agliana nelle competizioni ufficiali della stagione 2000-2001.

## Divise e sponsor
Lo sponsor principale era Aircargo Italia mentre il fornitore delle tenute era Umbro.

## Rosa
Rosa e ruoli estratti da sito ufficiale e Annuario del calcio femminile 2001/2002
| N. |                   | Ruolo | Calciatrice                 |
| -- | ----------------- | ----- | --------------------------- |
|    | Italia (bandiera) | P     | Laura Carlesi               |
|    | Italia (bandiera) | P     | Raffaella Piattoli          |
|    | Italia (bandiera) | D     | Valentina Bartoli           |
|    | Italia (bandiera) | D     | Claudia Puopolo             |
|    | Italia (bandiera) | D     | Cristina Ugolini            |
|    | Italia (bandiera) | C     | Silvia Baldi                |
|    | Italia (bandiera) | C     | Lucia Balestri              |
|    | Italia (bandiera) | C     | Monica Colombino (capitano) |
|    | Italia (bandiera) | C     | Caterina Di Costanzo        |
|    | Italia (bandiera) | C     | Francesca Ferrari           |

| N. |                   | Ruolo | Calciatrice      |
| -- | ----------------- | ----- | ---------------- |
|    | Italia (bandiera) | C     | Michela Iacomini |
|    | Italia (bandiera) | C     | Anita Lanzuise   |
|    | Italia (bandiera) | C     | Elvira Pitanti   |
|    | Italia (bandiera) | C     | Elisabet Spina   |
|    | Italia (bandiera) | C     | Gabry Zastin     |
|    | Italia (bandiera) | A     | Luisa Del Bontà  |
|    | Italia (bandiera) | A     | Silvia Fiorini   |
|    | Italia (bandiera) | A     | Ilaria Pizzichi  |
|    | Italia (bandiera) | A     | Francesca Vallo  |
|    | Italia (bandiera) | A     | Gensy Zastin     |

## Calciomercato

### Sessione estiva
| Acquisti | Acquisti         | Acquisti  | Acquisti   |
| R.       | Nome             | da        | Modalità   |
| -------- | ---------------- | --------- | ---------- |
| D        | Cristina Ugolini | Arezzo    | svincolata |
| C        | Gabry Zastin     | Piazza 96 | svincolata |
| A        | Francesca Vallo  | Brindisi  | svincolata |
| A        | Gensy Zastin     | Piazza 96 | svincolata |

| Cessioni | Cessioni        | Cessioni  | Cessioni   |
| R.       | Nome            | a         | Modalità   |
| -------- | --------------- | --------- | ---------- |
| D        | Leslie Zamora   | Lucca 7   | svincolata |
| C        | Emma Iozzelli   | Firenze   | svincolata |
| A        | Luisa Vivarelli | Piazza 96 | svincolata |

## Risultati

### Serie A

#### Girone di andata
| Monza 16 settembre 2000, ore 16:00 CEST 1ª giornata        | Fiammamonza | 1 – 1 referto | Agliana | Stadio Gino Alfonso Sada |
| \| \| \| \| \| Borghi 60’ \| Marcatori \| 22’ Del Bontà \| |             |               |         |                          |
|                                                            |             |               |         |                          |
| Borghi 60’                                                 | Marcatori   | 22’ Del Bontà |         |                          |

| Agliana 23 settembre 2000, ore 16:00 CEST 2ª giornata | Agliana   | 1 – 0 referto | Tradate Abbiate | Stadio comunale Germano Bellucci |
| \| \| \| \| \| Fiorini 71’ \| Marcatori \| \|         |           |               |                 |                                  |
|                                                       |           |               |                 |                                  |
| Fiorini 71’                                           | Marcatori |               |                 |                                  |

| Agliana 30 settembre 2000, ore 16:00 CEST 3ª giornata | ACF Milan | 0 – 1 referto | Agliana | Stadio comunale Germano Bellucci |
| \| \| \| \| \| \| Marcatori \| 42’ Colombino \|       |           |               |         |                                  |
|                                                       |           |               |         |                                  |
|                                                       | Marcatori | 42’ Colombino |         |                                  |

| Agliana 7 ottobre 2000, ore 15:30 CEST 4ª giornata            | Agliana   | 1 – 1 referto | Foroni | Stadio comunale Germano Bellucci |
| \| \| \| \| \| Colombino 78’ \| Marcatori \| 45’ D'Astolfo \| |           |               |        |                                  |
|                                                               |           |               |        |                                  |
| Colombino 78’                                                 | Marcatori | 45’ D'Astolfo |        |                                  |

| Agliana 21 ottobre 2000, ore 15:30 CEST 5ª giornata                   | Agliana   | 3 – 0 referto | Gravina | Stadio comunale Germano Bellucci |
| \| \| \| \| \| Lanzuise 5’ Fiorini 45’ Ferrari 77’ \| Marcatori \| \| |           |               |         |                                  |
|                                                                       |           |               |         |                                  |
| Lanzuise 5’ Fiorini 45’ Ferrari 77’                                   | Marcatori |               |         |                                  |

| Roma 28 ottobre 2000, ore 14:30 CEST 6ª giornata                   | Ruco Line Lazio | 2 – 1 referto | Agliana | Stadio Tre Fontane |
| \| \| \| \| \| Panico 58’ Zorri 63’ \| Marcatori \| 60’ Fiorini \| |                 |               |         |                    |
|                                                                    |                 |               |         |                    |
| Panico 58’ Zorri 63’                                               | Marcatori       | 60’ Fiorini   |         |                    |

| Agliana 4 novembre 2000, ore 14:30 CET 7ª giornata                | Agliana   | 1 – 2 referto       | Bardolino | Stadio comunale Germano Bellucci |
| \| \| \| \| \| Fiorini 80’ \| Marcatori \| 34’ Maglio 54’ Boni \| |           |                     |           |                                  |
|                                                                   |           |                     |           |                                  |
| Fiorini 80’                                                       | Marcatori | 34’ Maglio 54’ Boni |           |                                  |

| Arbitro: | Capria (Vibo Valentia) |

|            |           |             |
| Parejo 16’ | Marcatori | 75’ Ferrari |

| Arbitro: | Del Bianco |

|                             |           |  |
| Sias 10’ (aut.) Fiorini 50’ | Marcatori |  |

| 2 dicembre 2000, ore 14:30 CET 10ª giornata                       | Autolelli Picenum | 1 – 2 referto    | Agliana |  |
| \| \| \| \| \| Mazzantini 60’ \| Marcatori \| 27’, 62’ Ferrari \| |                   |                  |         |  |
|                                                                   |                   |                  |         |  |
| Mazzantini 60’                                                    | Marcatori         | 27’, 62’ Ferrari |         |  |

| 9 dicembre 2000, ore 14:30 CET 11ª giornata | Pisa | 0 – 0 referto | Agliana |  |

| Agliana 16 dicembre 2000, ore 14:30 CET 12ª giornata                                                              | Agliana   | 7 – 1 referto   | Torino | Stadio comunale Germano Bellucci |
| \| \| \| \| \| Ferrari 1’, 33’, 49’ Baldi 5’, 23’ Ge. Zastin 41’ Del Bontà 89’ \| Marcatori \| 11’ Iannuzzelli \| |           |                 |        |                                  |
| |           |                 |        |                                  |
| Ferrari 1’, 33’, 49’ Baldi 5’, 23’ Ge. Zastin 41’ Del Bontà 89’                                                   | Marcatori | 11’ Iannuzzelli |        |                                  |

| Sarzana 6 gennaio 2001, ore 14:30 CET 13ª giornata                | Sarzana 2000 | 1 – 2 referto    | Agliana | Stadio Miro Luperi |
| \| \| \| \| \| Lucchinelli 6’ \| Marcatori \| 21’, 26’ Ferrari \| |              |                  |         |                    |
|                                                                   |              |                  |         |                    |
| Lucchinelli 6’                                                    | Marcatori    | 21’, 26’ Ferrari |         |                    |

| Agliana 13 gennaio 2001, ore 14:30 CET 14ª giornata                         | Agliana   | 4 – 0 referto | G.E.A.S. | Stadio comunale Germano Bellucci |
| \| \| \| \| \| Ferrari 6’, 84’ Fiorini 37’ Colombino 73’ \| Marcatori \| \| |           |               |          |                                  |
|                                                                             |           |               |          |                                  |
| Ferrari 6’, 84’ Fiorini 37’ Colombino 73’                                   | Marcatori |               |          |                                  |

| 10 febbraio 2001, ore 14:30 CET 15ª giornata                                    | Aquile Palermo | 0 – 4 referto                                 | Agliana |  |
| \| \| \| \| \| \| Marcatori \| 11’ Del Bontà 35’, 80’ Ferrari 90’ Ga. Zastin \| |                |                                               |         |  |
|                                                                                 |                |                                               |         |  |
|                                                                                 | Marcatori      | 11’ Del Bontà 35’, 80’ Ferrari 90’ Ga. Zastin |         |  |

#### Girone di ritorno
| Agliana 27 gennaio 2001, ore 14:30 CET 16ª giornata                 | Agliana   | 1 – 2 referto         | Fiammamonza | Stadio comunale Germano Bellucci |
| \| \| \| \| \| Fiorini 42’ \| Marcatori \| 37’ Rodolfi 64’ Hofer \| |           |                       |             |                                  |
|                                                                     |           |                       |             |                                  |
| Fiorini 42’                                                         | Marcatori | 37’ Rodolfi 64’ Hofer |             |                                  |

| Tradate 3 febbraio 2001, ore 14:30 CET 17ª giornata                                           | Tradate Abbiate | 2 – 3 referto                         | Agliana |  |
| \| \| \| \| \| Tommasi 38’ Fruci 76’ \| Marcatori \| 30’ Ferrari 31’ Fiorini 40’ Colombino \| |                 |                                       |         |  |
|                                                                                               |                 |                                       |         |  |
| Tommasi 38’ Fruci 76’                                                                         | Marcatori       | 30’ Ferrari 31’ Fiorini 40’ Colombino |         |  |

| Agliana 17 febbraio 2001, ore 15:00 CET 18ª giornata | Agliana | 1 – 3 referto | ACF Milan | Stadio comunale Germano Bellucci |

| Verona 24 febbraio 2001, ore 15:00 CET 19ª giornata | Foroni | 1 – 0 | Agliana |  |

| 3 marzo 2001, ore 15:00 CET 20ª giornata | Gravina | 2 – 1 | Agliana |  |

| Agliana 10 marzo 2001, ore 15:00 CET 21ª giornata | Agliana | 3 – 3 | Ruco Line Lazio | Stadio comunale Germano Bellucci |

| Calmasino, Bardolino 17 marzo 2001, ore 15:00 CET 22ª giornata | Bardolino | 1 – 0 | Agliana | Stadio comunale Belvedere |

| Arbitro: | Del Bianco (Vasto) |

|  |           |                       |
|  | Marcatori | 4’ Parejo 51’ Guarino |

| Arbitro: | Conte (Formia) |

|            |           |                    |
| Ricciu 63’ | Marcatori | 41’ (rig.) Ferrari |

| Agliana 21 aprile 2000, ore 16:00 CEST 25ª giornata | Agliana | 2 – 0 | Autolelli Picenum | Stadio comunale Germano Bellucci |

| Agliana 28 aprile 2001 26ª giornata | Agliana | 3 – 2 | Pisa | Stadio comunale Germano Bellucci |

| 5 maggio 2001, ore 16:00 CEST 27ª giornata | Torino | 1 – 1 | Agliana |  |

| Agliana 12 maggio 2001, ore 16:00 CEST 28ª giornata                     | Agliana   | 3 – 0 referto | Sarzana | Stadio comunale Germano Bellucci |
| \| \| \| \| \| Colombino 31’ Fiorini 66’ Ugolini 70’ \| Marcatori \| \| |           |               |         |                                  |
|                                                                         |           |               |         |                                  |
| Colombino 31’ Fiorini 66’ Ugolini 70’                                   | Marcatori |               |         |                                  |

| 19 maggio 2001, ore 16:00 CEST 29ª giornata | G.E.A.S. | 1 – 5 | Agliana |  |

| Agliana 26 maggio 2001, ore 16:00 CEST 30ª giornata | Agliana | 4 – 1 | Aquile Palermo | Stadio comunale Germano Bellucci |

### Coppa Italia
| Agliana 2 settembre 2000 1º turno, gruppo 12 - Andata | Agliana | 4 – 0 | Ideal Club Incisa | Stadio comunale Germano Bellucci |

| 10 settembre 2000, ore 16:00 CEST 1º turno, gruppo 12 - Ritorno | Ideal Club Incisa | 0 – 6 | Agliana |  |

| Imola 1º novembre 2000, ore 14:30 CET 2º turno, gruppo 4 - 1ª giornata | Packcenter Imolese | 0 – 1 | Agliana |  |

| Agliana 23 dicembre 2000, ore 14:30 CET 2º turno, gruppo 4 - 3ª giornata | Agliana | 1 – 0 | Tavagnacco | Stadio comunale Germano Bellucci |

| Calmasino, Bardolino 10 febbraio 2001, ore 14:30 CET Quarti di finale - Andata | Bardolino | 1 – 0 referto | Agliana | Stadio comunale Belvedere |
| \| \| \| \| \| Boni 60’ (rig.) \| Marcatori \| \|                              |           |               |         |                           |
|                                                                                |           |               |         |                           |
| Boni 60’ (rig.)                                                                | Marcatori |               |         |                           |

| Agliana 28 marzo 2001, ore 16:00 CET Quarti di finale - Ritorno | Agliana | 0 – 0 referto | Bardolino | Stadio comunale Germano Bellucci |

## Statistiche

### Statistiche di squadra
| Competizione | Punti | In casa | In casa | In casa | In casa | In casa | In casa | In trasferta | In trasferta | In trasferta | In trasferta | In trasferta | In trasferta | Totale | Totale | Totale | Totale | Totale | Totale | DR  |
| Competizione | Punti | G       | V       | N       | P       | Gf      | Gs      | G            | V            | N            | P            | Gf           | Gs           | G      | V      | N      | P      | Gf     | Gs     | DR  |
| ------------ | ----- | ------- | ------- | ------- | ------- | ------- | ------- | ------------ | ------------ | ------------ | ------------ | ------------ | ------------ | ------ | ------ | ------ | ------ | ------ | ------ | --- |
| Serie A      | 52    | 15      | 9       | 2       | 4       | 36      | 17      | 15           | 6            | 5            | 4            | 23           | 15           | 30     | 15     | 7      | 8      | 59     | 32     | +27 |
| Coppa Italia | -     | 3       | 2       | 1       | 0       | 5       | 0       | 3            | 2            | 0            | 1            | 7            | 1            | 6      | 4      | 1      | 1      | 12     | 1      | +11 |
| Totale       | -     | 18      | 11      | 3       | 4       | 41      | 17      | 18           | 8            | 5            | 5            | 30           | 16           | 36     | 19     | 8      | 9      | 71     | 33     | +38 |

### Andamento in campionato
| Giornata  | 1 | 2 | 3 | 4 | 5 | 6 | 7 | 8 | 9 | 10 | 11 | 12 | 13 | 14 | 15 | 16 | 17 | 18 | 19 | 20 | 21 | 22 | 23 | 24 | 25 | 26 | 27 | 28 | 29 | 30 |
| --------- | - | - | - | - | - | - | - | - | - | -- | -- | -- | -- | -- | -- | -- | -- | -- | -- | -- | -- | -- | -- | -- | -- | -- | -- | -- | -- | -- |
| Luogo     | T | C | T | C | C | T | C | T | C | T  | T  | C  | T  | C  | T  | C  | T  | C  | T  | T  | C  | T  | C  | T  | C  | C  | T  | C  | T  | C  |
| Risultato | N | V | V | N | V | P | P | N | V | V  | N  | V  | V  | V  | V  | P  | V  | P  | P  | P  | N  | P  | P  | N  | V  | V  | N  | V  | V  | V  |
| Posizione |   |   |   |   |   |   |   |   |   |    |    | 6  |    |    |    |    |    |    |    |    |    |    |    |    |    |    |    |    | 6  | 6  |

Legenda:

Luogo: C = Casa; T = Trasferta. Risultato: V = Vittoria; N = Pareggio; P = Sconfitta.

### Statistiche delle giocatrici
| Giocatore      | Serie A  | Serie A | Serie A     | Serie A    | Coppa Italia | Coppa Italia | Coppa Italia | Coppa Italia | Totale   | Totale | Totale      | Totale     |
| Giocatore      | Presenze | Reti    | Ammonizioni | Espulsioni | Presenze     | Reti         | Ammonizioni  | Espulsioni   | Presenze | Reti   | Ammonizioni | Espulsioni |
| -------------- | -------- | ------- | ----------- | ---------- | ------------ | ------------ | ------------ | ------------ | -------- | ------ | ----------- | ---------- |
| S. Baldi       | 23       | 5       | ?           | ?          | ?            | ?            | ?            | ?            | 23+      | 5+     | ?           | ?          |
| L. Balestri    | 27       | 0       | ?           | ?          | ?            | ?            | ?            | ?            | 27+      | 0+     | ?           | ?          |
| L. Carlesi     | 1        | -?      | ?           | ?          | ?            | ?            | ?            | ?            | 1+       | 0+     | ?           | ?          |
| V. Bartoli     | 9        | 0       | ?           | ?          | ?            | ?            | ?            | ?            | 9+       | 0+     | ?           | ?          |
| M. Colombino   | 27       | 7       | ?           | ?          | ?            | ?            | ?            | ?            | 27+      | 7+     | ?           | ?          |
| L. Del Bontà   | 18       | 5       | ?           | ?          | ?            | ?            | ?            | ?            | 18+      | 5+     | ?           | ?          |
| C. Di Costanzo | 26       | 0       | ?           | ?          | ?            | ?            | ?            | ?            | 26+      | 0+     | ?           | ?          |
| F. Ferrari     | 27       | 17      | ?           | ?          | ?            | ?            | ?            | ?            | 27+      | 17+    | ?           | ?          |
| S. Fiorini     | 27       | 16      | ?           | ?          | ?            | ?            | ?            | ?            | 27+      | 16+    | ?           | ?          |
| M. Iacomini    | 28       | 0       | ?           | ?          | ?            | ?            | ?            | ?            | 28+      | 0+     | ?           | ?          |
| A. Lanzuise    | 27       | 2       | ?           | ?          | ?            | ?            | ?            | ?            | 27+      | 2+     | ?           | ?          |
| R. Piattoli    | 30       | -?      | ?           | ?          | ?            | ?            | ?            | ?            | 30+      | 0+     | ?           | ?          |
| E. Pitanti     | 29       | 0       | ?           | ?          | ?            | ?            | ?            | ?            | 29+      | 0+     | ?           | ?          |
| I. Pizzichi    | 17       | 1       | ?           | ?          | ?            | ?            | ?            | ?            | 17+      | 1+     | ?           | ?          |
| C. Puopolo     | 1        | 0       | ?           | ?          | ?            | ?            | ?            | ?            | 1+       | 0+     | ?           | ?          |
| E. Spina       | 15       | 1       | ?           | ?          | ?            | ?            | ?            | ?            | 15+      | 1+     | ?           | ?          |
| C. Ugolini     | 28       | 2       | ?           | ?          | ?            | ?            | ?            | ?            | 28+      | 2+     | ?           | ?          |
| F. Vallo       | 3        | 0       | ?           | ?          | ?            | ?            | ?            | ?            | 3+       | 0+     | ?           | ?          |
| Ga. Zastin     | 28       | 1       | ?           | ?          | ?            | ?            | ?            | ?            | 28+      | 1+     | ?           | ?          |
| Ge. Zastin     | 13       | 1       | ?           | ?          | ?            | ?            | ?            | ?            | 13+      | 1+     | ?           | ?          |